# Desastre aéreo de Santa Cruz de La Sierra
O Desastre aéreo de Santa Cruz de la Sierra ocorreu em 13 de outubro de 1976, quando um Boeing 707 cargo caiu sobre um bairro da cidade de Santa Cruz de la Sierra poucos minutos após decolar do aeroporto El Trompillo. A queda da aeronave causou uma grande explosão, que destruiu várias casas, uma escola e parte do estádio Willy Bendeck (atual estádio Ramón Tahuichi Aguilera). Os 3 tripulantes e mais 104 pessoas em terra morreram, enquanto centenas ficaram feridas, no que é considerado o pior acidente aéreo da história da Bolívia.

## Aeronave
O Boeing 707 foi ao lado do Douglas DC-8 e do Sud Aviation Caravelle um dos primeiros jatos de passageiros do mundo a operar com grande sucesso. Seu primeiro voo foi realizado em 15 de julho de 1954, e a nova aeronave entrou em serviço no ano seguinte. As maiores companhias aéreas de passageiros do mundo passaram a encomendar e operar o 707, que se transformou na aeronave mais empregada da década de 1960. No final daquela década, as primeiras aeronaves eram vendidas para companhias menores e adaptadas para o transporte de cargas.
A aeronave destruída no acidente havia sido construída em 1959 e vendida para a TWA, onde foi entregue em 14 de julho daquele ano, sendo registrada N 744TW. Após transportar passageiros durante toda a década de 1960, a aeronave foi vendida em 1971 para a companhia israelense IAI, que efetuou sua conversão para transprotar cargas. Na década de 1970, a aeronave voou pelas companhias aéreas Phoenix AW  e Jet Power, que cedia a aeronave (registrada como N-730JP) por meio de leasing para outras companhias aéreas.No momento do acidente, a Jet Power havia cedido o Boeing 7070 N730JP para o Lloyd Aéreo Boliviano.

## Acidente
O Boeing 707 N730JP da companhia Jet Power decolou de Houston com destino a Santa Cruz de la Sierra. A aeronave transportava equipamentos para prospeção de petróleo e havia sido contratada pelo  Lloyd Aéreo.O Boeing pousou no fim da manhã de 13 de outubro no aeroporto El Trompillo, Santa Cruz.
Algumas horas depois, foi preparada para efetuar o voo de regresso para Miami, sede da companhia. A aeronave decolou por volta das 13h30 da pista 32. Poucos segundos após decolar, o Boeng não conseguia subir e uma de suas asas colidiu com o 2º andar de uma escola, que desabou; embora não houvesse aulas ali , o desabamento matou o caseiro da escola e toda sua família. Desgovernada, a aeronave desceu e foi colidindo com diversas residências até bater no estádio Willy Bendeck onde seus tanques de combustível se romperam, causando uma grande explosão.
Os tripulantes e 104 pessoas em terra morreram instantaneamente, a maioria queimada pelo combustível da aeronave e por querosene que eram vendida em uma empresa distribuidora localizada nos arredores do estádio. Naquela tarde, centenas de pessoas formavam uma fila na porta da empresa distribuidora para comprar querosene e gás, enquanto que crianças disputavam um jogo em um dos campos do complexo esportivo do estádio Willy Bendeck. Os mortos em terra estavam nesses lugares no momento do acidente. O aeroporto El Trombillo, localizado em meio a uma zona residencial de Santa Cruz, não contava com serviços de resgate e ou ambulâncias ,de forma que o socorro aos ferios foi feito de forma lenta.

## Investigações
As investigações foram coordenadas pelo National Transport Safety Board (NTSB) e pela autoridades bolivianas. Poucos dias após o acidente, o escritório boliviano da Braniff International recebeu uma carta de duas páginas exigindo US$ 100 mil. Os responsáveis pela carta anunciavam que a queda do Boeing 707 era um atentado e que a Braniff deveria pagar o valor pedido por eles, do contrário eles sabotariam outra aeronave, desta vez da referida empresa aérea. A carta foi remetida pelo responsável da Braniff na Bolívia para a embaixada americana em La Paz. A amaeça foi levada a sério e devidamente investigada, onde se concluiu que a mesma era inverídica, pois a queda do Boeing havia sido causada pro erro da tripulação
Posteriormente surgiram outras versões sobre a queda na imprensa sul americana, como a de que a aeronave havia sido reabastecida com combustível contaminado com água no aeroporto de Santa Cruz e ou que havia caído por excesso de peso, por possivelmente transportar carga de contrabando. 
As investigações foram dificultadas por conta da caixa preta da aeronave estar desativada na época do acidente. Assim, a possível causa da queda foi investigada através de dados da torre de controle e comunicações de rádio. Assim foi determinado que a aeronave caiu por conta de erros da tripulação que não selecionou corretamente o empuxo e a velocidade necessárias para que o Boeing 707 decolasse com segurança. Esses erros foram causados por possível fadiga dos membros da tripulação, que tinham descansado apenas 2 horas (conforme os registros do hotel em Santa Cruz) após o voo de 5 horas de duração entre a decolagem em Houston e o pouso em Santa Cruz.

## Consequências
Após o acidente, setores da imprensa e da sociedade civil cobraram o encerramento do aeroporto El Trompillo, que se localiza em meio a uma área urbana. O governo boliviano contratou o projeto de um novo aeroporto para Santa Cruz, porém as obras só foram iniciadas no final dos anos 1970. Ao custo de US$ 70 milhões (financiados através de bancos japoneses), o  Aeroporto Internacional Viru Viru foi inaugurado em 12 de julho de 1984 e substituiu o velho aeroporto de El Trompillo que passou a receber apenas voos regionais e militares.